# Vártemplom (Marosvásárhely)
A marosvásárhelyi református Vártemplom a  város főterétől északkeletre, a Bernády György-tér közelében álló középkori vár területén található lenyűgöző gótikus templom. Nagytemplomnak is hívták 19. század környékén.

## Története
A templomot a 14. században a ferencesek építették. A szentélyt 1400 őszén szentelték fel, de a teljes templomot csak 1490-ben. A 16. században Marosvásárhely a reformáció oldalára állt és a templom 1557-1559 környékén a reformátusok tulajdonába került. A Veit Stoss által készített feszületet eltávolították. A szájhagyomány szerint a Nyárád folyóba dobták és úgy került Nyárádremetére.
1602-ben Basta csapatai az írott források szerint nagy pusztítást végeztek, korábban elfogadott feltételezés szerint felégették a templomot. 1658-ban a II. Rákóczi György ellen támadó törökök támadásakor a templomhajó mennyezete beomlott, az ablakok üvegfestményei és az orgona is elpusztult. A templom éveken át fedetlenül állt, míg Teleki Mihály adományából 1685–1693 között részben helyreállították. Dendrokronológiai kutatások ugyanakkor kimutatták, hogy a szentély régi részeinek tetőszerkezetéhez használt fákat 1479–1480-ban vágták ki, a szerkezet zöme középkori; ugyanakkor valóban tartalmaz 1602–1603-ban kivágott fákból készült elemeket, tehát a pusztítás után végeztek javításokat.
Ezután kezdődött a templom fénykora. 1789-ben Johannes Prause által készített barokk orgonával, 1841-ben pedig Bertúk György díszes úrasztalával gyarapodik. A 16 mázsás nagyharangot Kolozsvárott öntötte Andrássofszki János és Dániel, míg a 603 kilogrammos kisharangot 1972-ben öntötte Zlotaru János Sárkmányban.

## Események
A Vártemplom falai között 37 országgyűlést tartottak, megfordult itt Nagy Lajos király, Hunyadi János, János Zsigmond is.
- 1559. november 1-jén itt tartotta ülését az első egyetemes magyar református zsinat.
- 1571. január 6-án itt erősítette meg János Zsigmond a tordai országgyűlésen meghirdetett vallásszabadságot.
- 1707. április 8-án itt választották fejedelemmé II. Rákóczi Ferencet.

## Képek

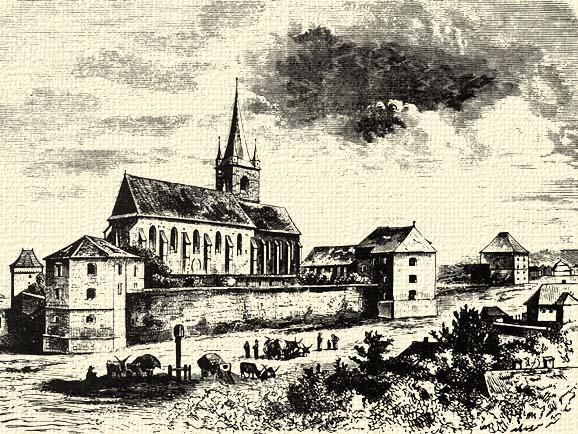
A Vártemplom déli látképe
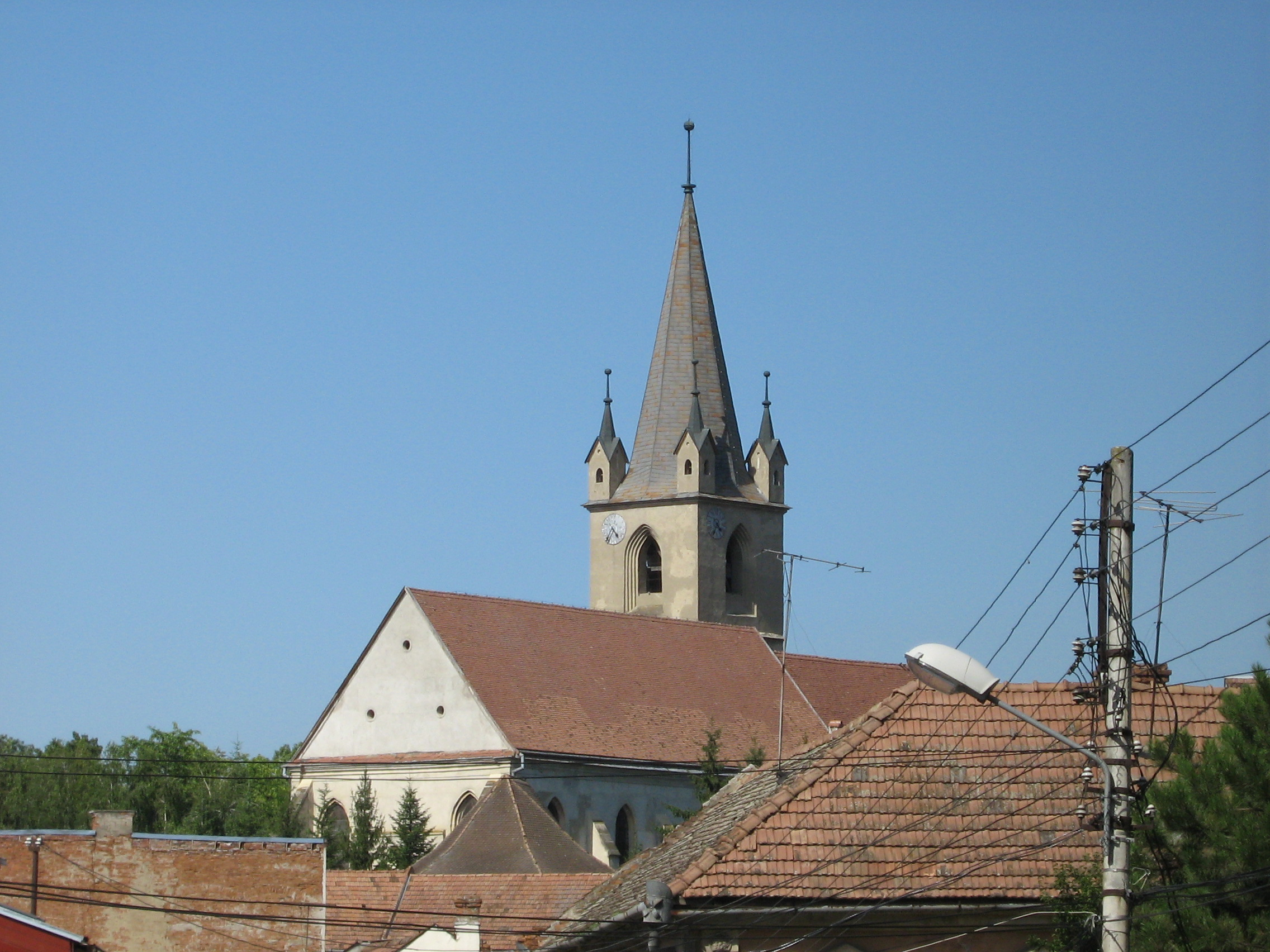
A Vártemplom nappal...
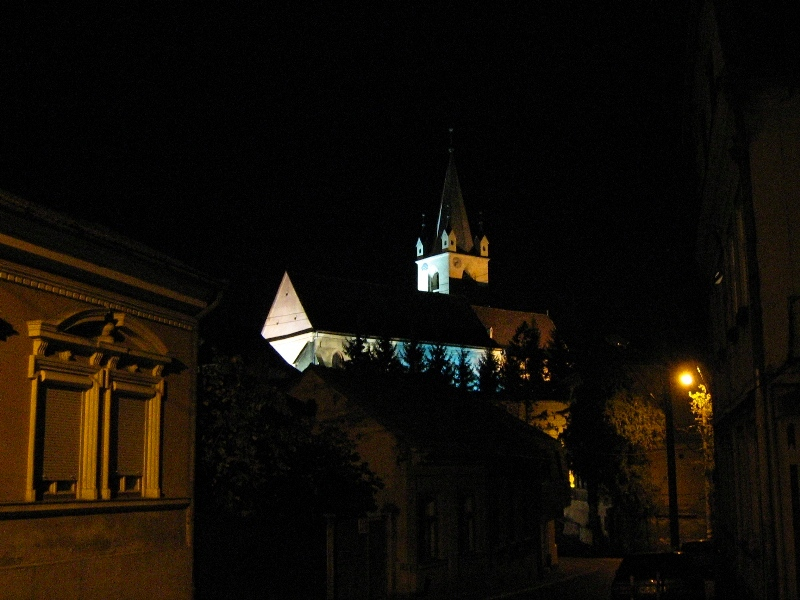
...és éjszaka